# Benzdorp
Benzdorp es una localidad en el distrito de Sipaliwini en Surinam. Se encuentra sobre la frontera este de Surinam con la Guayana francesa, sobre el río Lawa el afluente sur del río Marowijne.
El poblado se encuentra dominado por la acción de las minas de oro en su vecindad, en las cuales trabajan en su gran mayoría garimpeiros brasileros. La explotación minera del oro comenzó en esta zona hacia 1875, y hacia comienzos del siglo XX la actividad minera fue en decaimiento, hasta que Benzdorp se convirtió en poco menos que un pueblo fantasma. Recién en la década de 1990 la actividad de la minería del oro volvió a tomar empuje. Actualmente (2008), con su pista de aterrizaje el sitio se ha convertido en un importante centro para las minas de oro de las cercanías.

## Geografía
El pueblo se encuentra en la jungla del Centro turístico de Tapanahony, cerca del Río Lawa que forma la frontera con la Guayana Francesa, una región de ultramar y más al norte. , en el Marowijne. Cerca de Benzdorp se encuentran los rápidos de Oemankrassiabra.
Río abajo (al norte) se encuentra el pueblo de Cottica y río arriba está Anapaike. Al sureste, al otro lado del río Lawa se encuentra el lugar francés de Guyana Maripasoula.

## Hito notable
Al suroeste del pueblo se encuentra Fatu Switie, una cadena montañosa con una altitud de unos 375 metros.

## Historia
Alrededor de 1885, se encontró oro en esta área entre los ríos Lawa y Tapanahony, pero debido a que había una frontera en disputa entre la colonia holandesa y francesa, el caso fue presentado al zar ruso Alejandro III quien en mayo de 1891 otorgó el área a Surinam. En 1902, el entonces gobernador Cornelis Lely en Surinam, decidió que el Lawa Railway sería construido por el gobierno. La vía férrea transportaría oro desde el área de Lawa hasta Paramaribo. La línea ferroviaria 350 kilómetros (217,5 mi) propuesta solo se completó a la mitad desde Paramaribo debido a los decepcionantes hallazgos de oro.
Alrededor de 1974, la población del pueblo se redujo a unos 10 habitantes. Más recientemente, los buscadores de oro han regresado al pueblo, incluido un número relativamente grande de garimpeiros (mineros de oro brasileños), y se convirtió en un área de extracción de oro desde principios de la década de 1990. Los garimpeiros y gowtuman (mineros de oro de Surinam) se trasladaron tierra adentro y fundaron una nueva aldea denominada Benzdorp, aunque está a kilómetros de distancia de la aldea original que Benz fundó a orillas del río Lawa (que es ahora llamado "el aterrizaje"). Aproximadamente 600 personas viven en el pueblo Benz contemporáneo, de las cuales dos tercios provienen de Brasil y el resto son cimarrones.
Benzdorp es originalmente un pueblo Aluku (o Aloekoe o Boni); ambas orillas (pero especialmente la francesa) del Lawa en esta altura han sido habitadas por los Aluku Maroons durante cientos de años. Estas personas han estado activas como mineros de oro en esta parte de su hábitat. El gobierno de Surinam tiene los derechos de extracción de oro en el pueblo de Benz y sus alrededores y ha emitido una concesión a Grassalco, que proporciona contratos a los mineros de oro (brasileños, surinameses y franceses) por una tarifa mensual.

## Desastres notables
En mayo de 2006, el pueblo se inundó cuando el agua del Lawa llegó mucho más allá de las orillas como resultado de las fuertes lluvias, donde también sufrieron muchos otros pueblos de Surinam.
El 3 de abril de 2008, un avión operado por Blue Wing Airlines [[Accidente aéreo de Surinam en 2008] se estrelló al aterrizar]] en el Aeropuerto Lawa Antino cerca de Benzdorp en el que murieron 19 personas. El aeropuerto de Lawa Antino está 6 millas (10 km) al oeste de Benzdorp.
El 17 de mayo de 2013, un helicóptero privado de Guayana Francesa, encargado de transportar oro durante un vuelo no registrado en el interior de Surinam, se estrelló cerca del asentamiento minero de oro Benzdorp de Boewese, en la concesión de  Recursos NaNa. El piloto se lesionó con una fractura en la pierna y fue trasladado para recibir tratamiento a Maripasoula en la Guayana Francesa.